# Ниоба
Нио́ба (Ниобе́я; др.-греч. Νιόβη, лат. Niobe) — в древнегреческой мифологии дочь Тантала и Дионы (либо Эврианассы), либо дочь Тайгеты, сестра Пелопа, супруга фиванского царя Амфиона. По Гомеру, у неё было шесть сыновей и шесть дочерей. По Гесиоду — десять и десять. В честь Ниобы названы: в 1844 году Генрихом Розе за своё сходство с танталом химический элемент ниобий (открытый в 1801 году); астероид (71) Ниоба, открытый в 1861 году; равнина Ниобы на Венере; дневная бабочка из семейства нимфалид Перламутровка ниоба.

## Биография
Ниоба родилась от союза Тантала и Дионы (в других источниках — Эврианассы или Тайгеты). Стала женой фиванского царя Амфиона. В браке родила 7 сыновей и 7 дочерей (по Гесиоду, 10 сыновей и 10 дочерей либо 9 и 10; по Гомеру — 6 сыновей и 6 дочерей, то же у Ферекида; по Гелланику — 4 сына и 3 дочери (схолиаст к Еврипиду), по Геродору — 2 сына и 3 дочери (Аполлодор); по Ласу — 7 и 7, по Алкману всего 10, по Сапфо 9 сыновей и 9 дочерей, по Мимнерму и Пиндару — 20, по Вакхилиду — 10 сыновей и 10 дочерей; также про них писали Гелланик и Ксанф, a Овидий называет имена 7 сыновей Ниобы, но не имена 7 дочерей). 
По легенде, Ниоба была близкой подругой Лето. Однажды Ниобея возгордилась своими детьми — Ниобидами — и вздумала сравниться с Лето, у которой были лишь двое детей (Аполлон и Артемида). Дочь Тантала стала говорить, что она плодовитее богини Лето, и та разгневалась. По другой версии, Ниоба стала говорить, что её дети были прекраснейшими из людей.
Раздражённая высокомерием Ниобы, Лето обратилась к своим детям, которые своими стрелами уничтожили всех детей обидчицы. Артемида умертвила всех дочерей Ниобы в её собственном доме, а сыновей, охотившихся на склонах Киферона, убил Аполлон. Согласно некоторым авторам, ещё 1 сын и 1 дочь спаслись. В другой трактовке сыновья были убиты, охотясь на Сипиле, а дочери — во дворце (спаслась только Хлоридa).
Девять дней лежали они непогребённые. Hаконец на десятый были преданы земле богами, так как Зевс обратил сердца людей в камень. После смерти детей Ниоба пришла в Сипил к своему отцу Танталу и там, взмолившись богам, превратилась в камень, из которого днём и ночью струятся слёзы. По версии Гомерa, в камень были превращены и другие люди, так что некому было похоронить детей Ниобы.
По версии мифа, принятой Овидием, Ниоба после обращения в камень была унесена вихрем на родной Сипил, где каменное изваяние её срослось с вершиной Фригийской горы. Ещё в древности объясняли этот миф тем, что вершина горы Сипила имеет формы человеческого тела в согнутом положении.
Греческий географ Павсаний вспоминал: 

Эту Ниобу я и сам видел, поднявшись на гору Сипил; вблизи — это крутая скала, и стоящему перед ней она не показывает никакого облика женщины ... если же встать дальше, то покажется, что ты совершенно ясно видишь плачущую женщину.
 Могильные памятники детей Амфиона показывали в Фивах (отдельно сыновей от дочерей), а также золу от их погребального костра. По одной из версий, Ниоба поставила на могиле детей своё каменное изваяние.

## Образ в искусстве
В изобразительном творчестве
Судьба Ниобы и её детей была одной из любимых тем античного искусства. Hапример, в музее Уффици во Флоренции находится известная группа Ниобид; в Ватикане — «Убегающая дочь Ниобы»; в Дрездене и Мюнхене — две фигуры убитых сыновей. Части группы, хранящиеся в Уффици, изображают Ниобу с припавшей к ней дочерью, шесть сыновей, трёх дочерей и педагога. Bся же группа состояла, по всей вероятности, из 16 фигур: 8 мужских и 8 женских. Историки искусства ещё не пришли к окончательному заключению относительно того, кому из греческих скульпторов принадлежал оригинал, повторением которого являются дошедшие до нас фигуры Ниобид — Праксителю или Скопасу.
В Эрмитаже хранится фриз, на котором изображены Ниоба и ниобиды, а также барельеф «Гибель ниобид». В Павловском парке, в центральной части района Старая Сильвия, располагаются бронзовые скульптуры Ниобид, «убегающих» от Аполлона с луком.
В литературе
Ниоба — действующее лицо трагедии Эсхила «Ниоба» (фр. 154—161 Радт), трагедии Софокла «Ниоба» (фр. 441—448 Радт), Мелитона и неизвестного автора «Ниоба». Многие поэты пользовались сюжетом, воспевая вошедшие в поговорку «Νιόβης πάθη», то есть «страдания Ниобы».
В музыке
На сюжет написаны оперы Агостино Стеффани «Ниоба, царица фиванская» (1688) и Адрианы Хёльцки «Гибрис/Ниоба» (2008). Третья из «Шести метаморфоз по Овидию» Бенджамина Бриттена для гобоя соло (1951) посвящена Ниобе.